# Marché primaire
Le marché primaire est le marché financier où les agents économiques peuvent acheter et vendre des actifs financiers qui viennent d'être émis. Il s'agit d'un « marché du neuf », contrairement au marché secondaire, qui est un marché de l'occasion. 

## Concept
Le marché primaire est le marché sur lequel a lieu l'émission d'actifs financiers (actions, des obligations, warrants, etc.). Par opposition au marché secondaire, le marché primaire est parfois appelé « marché du neuf ». Les actions d'une entreprise qui vient d'être introduite en bourse sont pour la première fois émises sur le marché primaire. Il en va de même en ce qui concerne l'augmentation de capital d'une société existante, ou encore d'une émission d'obligations qui permettent à l'émetteur de se financer.
C'est l'un des métiers de la banque d'investissement que d'être « arrangeur » de ces émissions, en organisant et en centralisant les souscriptions des épargnants et des organismes financiers.
Le marché primaire a pour rôle d'assurer la rencontre entre l'offre et la demande de capitaux. Le marché primaire contribue à ce titre au financement de l'économie.